# Perisama gonalia
Perisama gonalia är en fjärilsart som beskrevs av Hans Fruhstorfer 1916. Perisama gonalia ingår i släktet Perisama och familjen praktfjärilar. Inga underarter finns listade i Catalogue of Life.